# Antònia Abelló
Antònia Abelló Filella (Reus, Tarragona, 13 de septiembre de 1913 - Barcelona, 12 de marzo de 1984) fue una escritora y feminista española. 

## Biografía
Propagandista del Grup Feminal de Foment, grupo afiliado a Esquerra Republicana de Catalunya, en el que ingresó en el 1932. Colabora en la publicación republicana Foment, La dona catalana i La Jornada. Entró a trabajar como funcionaria de la consejería de Trabajo en 1936. Al final de la guerra civil española fue encarcelada hasta el 1941. En sus últimos años se dedicó a escribir y una parte de su obra se ha publicado póstumamente con el nombre de La Sala llarga i altres escrits Reus: Ayuntamiento de Reus, 2009, edición y prólogo de Carme Puyol. Murió en Barcelona en el 1984.
Gracias a una subvención del Ayuntamiento de Reus, pudo estudiar música en el Conservatorio del Liceo de Barcelona.
Se casó en Reus el 8 de noviembre de 1942 con Frederic Juncosa y Piñol.
En su entierro, en 1984, se le quiso rendir un homenaje póstumo que no se le había hecho en vida.